# Mesnil-sous-les-Côtes
Pour les articles homonymes, voir Mesnil.
Ancienne commune de la Meuse, la commune de Mesnil-sous-les-Côtes a existé jusqu'à 1977. En 1977 elle a fusionné avec les communes de Bonzée-en-Woëvre et de Mont-Villers pour former la nouvelle commune de Bonzée par arrêté préfectoral du 30 décembre 1976. Mesnil-sous-les-Côtes a eu le statut de commune associée jusqu'au 1er novembre 2013.

## Toponymie
Mesnil-sous-les-Côtes a comme nom alternative Mesnil-en-Woëvre. Quelques-uns des noms anciens du village sont Masnile (1049), Masnil-en-Wevre-de-les-Saint-Benoist-sous-Hadonchastel (1240).
Mesnil est au pied des Côtes de Meuse.

## Histoire
Mesnil-sous-les-Côtes faisait partie des anciennes terres du Chapitre de Verdun et a été proprieté du comte de Bar.  
Le patron du village est Saint Brice. L'église Saint-Brice, dont l'origine remonte à 1603, rebâtie en 1858 et detruite pendant la guerre de 1914-1918, est reconstruite  vers 1924-1925.
La commune, qui est traversée par la Tranchée de Calonne, a été bombardée en mai 1915 en 1916. Un cimetière militaire avait été aménagé à côté de l'église détruite. Elle est décorée de la croix de guerre 1914-1918.

## Démographie
| 1926 | 1936 | 1946 | 1954 | 1962 | 1968 | 1975 |
| ---- | ---- | ---- | ---- | ---- | ---- | ---- |
| 141  | 134  | 127  | 139  | 138  | 98   | 108  |

## Lieux et monuments

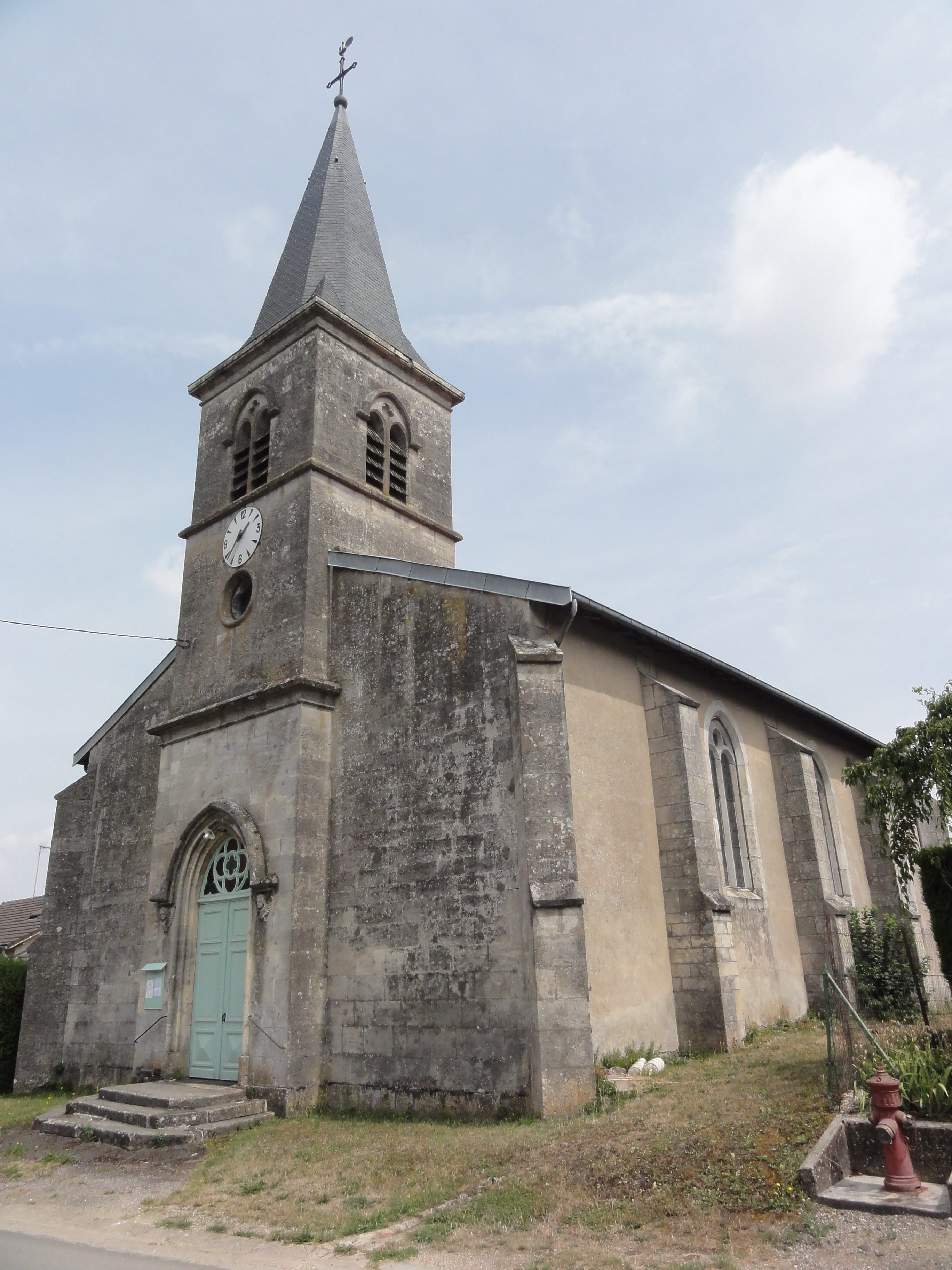
Église Saint-Brice
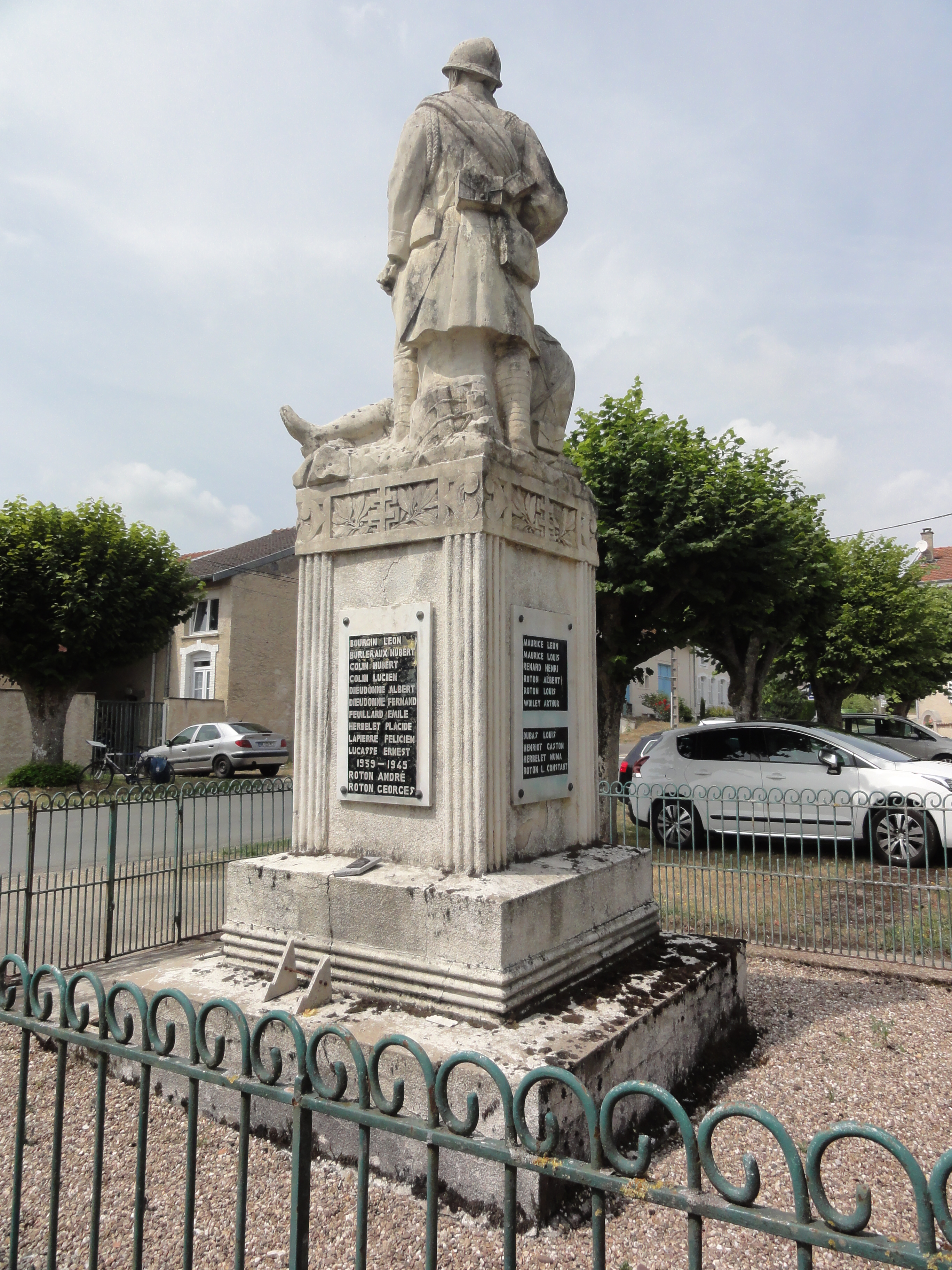
Monument aux morts
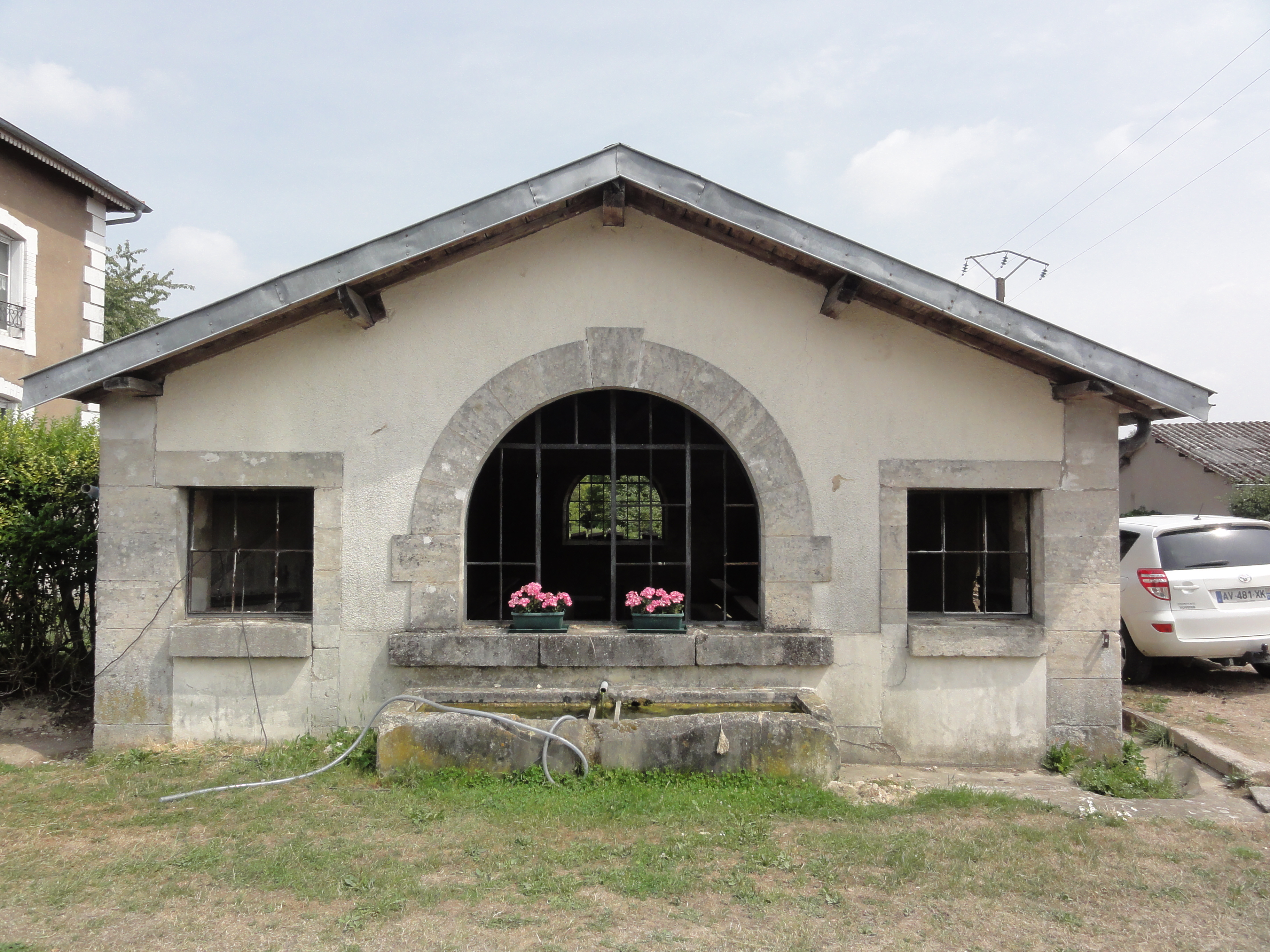
Lavoir.
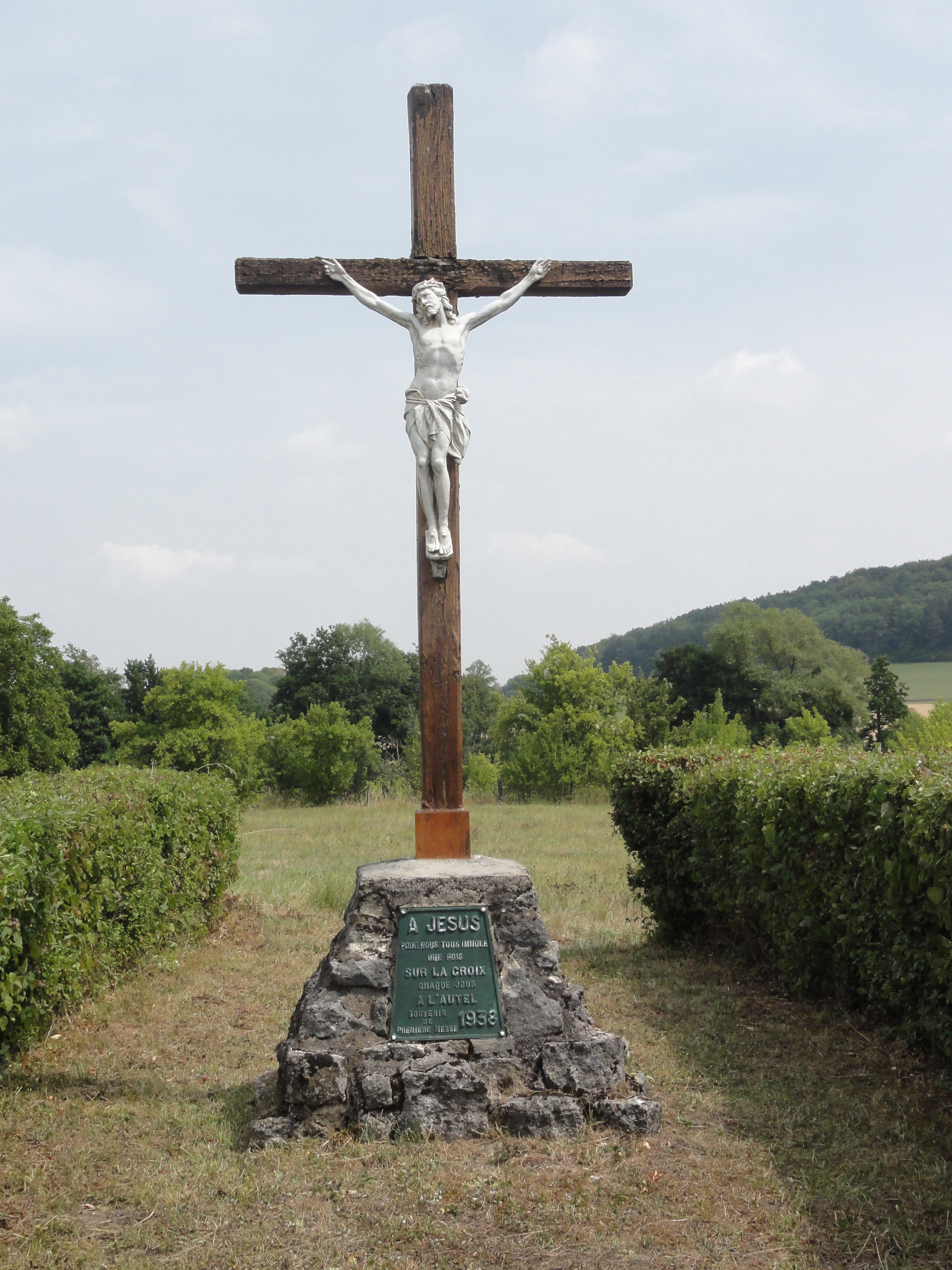
Calvaire.